# David Najem
David Najem (* 26. Mai 1992 in Livingston, New Jersey) ist ein momentan vereinsloser US-amerikanisch-afghanischer Fußballspieler.

## Karriere

### Verein
Najem begann seine Karriere in der Jugend der New York Red Bulls. Zwischen 2010 und 2013 spielte er auf der Universität bei den Columbia Lions, wo er in 64 Spielen zehn Tore erzielte. Im Februar 2014 unterschrieb der Mittelfeldspieler einen Vertrag beim deutschen Viertligisten FC Eintracht Bamberg. Ab dem Sommer 2016 war der Verteidiger für die New York Red Bulls II in der USL Championship aktiv. Dort gewann er den USL Championship Cup. Zwei Jahre später wechselte er weiter zum Ligarivalen Tampa Bay Rowdies und 2020 schloss er sich New Mexico United an. Nach der Saison 2021 wurde Najems Vertrag nicht mehr verlängert und der Abwehrspieler ist seitdem vereinslos.

### Nationalmannschaft
Am 7. Juni 2019 debütierte Najem für die afghanische A-Nationalmannschaft im Testspiel gegen Tadschikistan. Beim 1:1-Unentschieden auswärts in Duschanbe kam er über die kompletten 90 Minuten zum Einsatz.

## Erfolge
New York Red Bulls II
- USL Regular Season Champion: 2016
- USL Championship Cup: 2016

## Privates
Najem wurde als Sohn eines afghanischen Vaters und einer belarussischen Mutter in Livingston in New Jersey geboren und wuchs in Clifton auf. Sein Bruder Adam und Cousin Benjamin Nadjem spielen ebenfalls in der afghanischen A-Nationalmannschaft.